# Truancy: The Very Best of Pete Townshend
Truancy: The Very Best of Pete Townshend je kompilační album, které obsahuje patnáct nejlepších skladeb Petea Townshenda a dále jeho dvě nové skladby („Guantanamo“ a „How Can I Help You“).

## Seznam skladeb
1. „Pure And Easy“
2. „Sheraton Gibson“
3. „(Nothing Is Everything) Let's See Action“
4. „My Baby Gives It Away“
5. „A Heart To Hang Onto“
6. „Keep Me Turning“
7. „Let My Love Open the Door“
8. „Rough Boys“
9. „The Sea Refuses No River“
10. „Face Dances (Part 2)“
11. „White City Fighting“
12. „Face The Face“
13. „I Won't Run Anymore“
14. „English Boy“
15. „You Came Back“
16. „Guantanamo“
17. „How Can I Help You“